# Metabiantes punctatus
Metabiantes punctatus – gatunek kosarza z podrzędu Laniatores i rodziny Biantidae.

## Występowanie
Gatunek występuje w Afryce Wschodniej.